# Uwe Herrmann (Unternehmer)
Uwe Herrmann (* 11. September 1962 in Dresden) ist ein deutscher Brautmodenverkäufer, der durch die seit 2016 ausgestrahlte VOX-Dokusoap Zwischen Tüll und Tränen bekannt wurde.

## Leben
Uwe Herrmann studierte Geisteswissenschaften in Berlin. Er ist Eigentümer der Herrmann Mode & Design GmbH mit dem Brautmode-Haus Dresden, ein Geschäft für Braut- und Festmoden mit vierzig Mitarbeitern und einer Verkaufsfläche 3000 Quadratmetern. Herrmann entwarf bis 2017 die Kleider für den jährlichen Semperopernball. Er war im Rahmen der Fernsehsendung über den Semperopernball seit 2015 im Gespräch beim „Ballgeflüster“.
Bekannt wurde er als Brautmodenexperte für die seit 2016 ausgestrahlte VOX-Dokusoap Zwischen Tüll und Tränen. Zudem hatte er zahlreiche weitere Fernsehauftritte und war zu Gast in verschiedenen Talkshows, zum Beispiel unter anderem bei Brisant (2015), Riverboat, MDR um 11, Katrin Weber – late talk (MDR), Grill den Profi (VOX),Prominent! - Semperopernball (2017, VOX), Explosiv – Das Magazin (2017, RTL), Spiegel TV - Corona - Mein Leben im Ausnahmezustand (VOX) und Frank – der Wedding Planer (ProSieben). Auch im Radio war er zu Gast.

### Privates
1986 heiratete Herrmann und ließ sich nach sechs Jahren wieder scheiden. Aus dieser Ehe stammt auch sein Sohn Philipp, der im Geschäft seines Vaters mitarbeitet. Uwe Herrmann ist liiert.

## Filmografie
- seit 2016: Zwischen Tüll und Tränen (VOX)

## Veröffentlichungen
- mit Jürgen Helfricht: Kleider machen Bräute. Eulenspiegel Verlag, Berlin 2017, ISBN 978-3-359-01343-3.